# 斎藤素巌

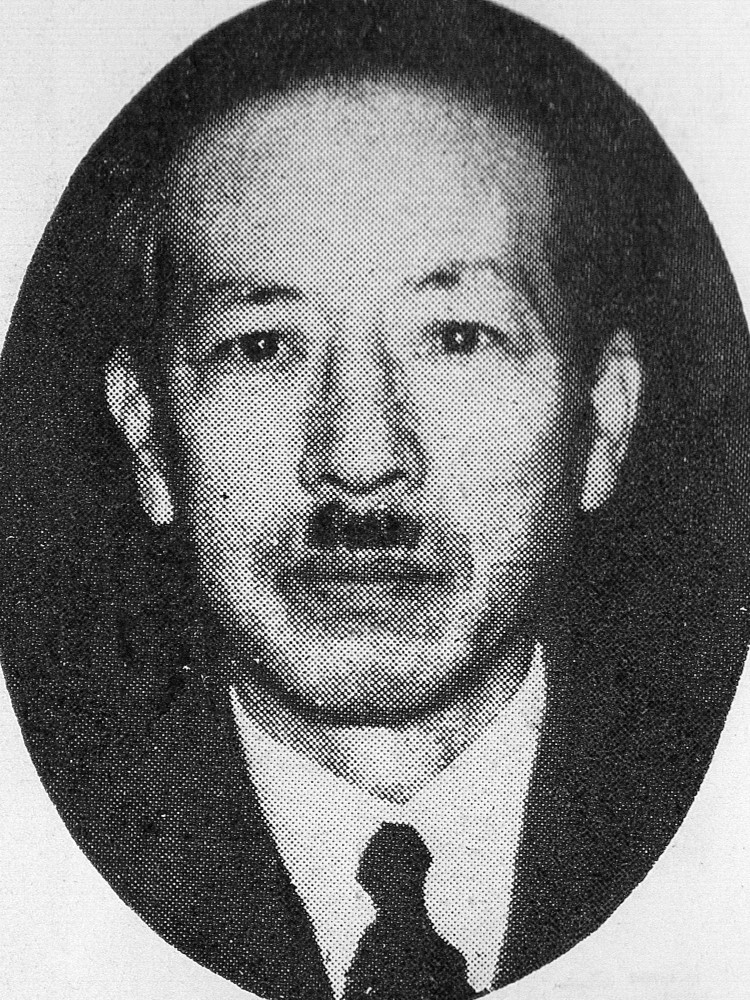
斎藤素巌

斎藤 素巌（さいとう そがん、旧字体：齋藤󠄁 素巖、1889年〈明治22年〉10月16日 - 1974年〈昭和49年〉2月2日）は、彫刻家、日本芸術院会員。本名は知雄（ともお）。

## 経歴
父知三、母かねの三男として、東京府東京市牛込区（現在の東京都新宿区）に生まれる。東京府立第四中学校（現在の東京都立戸山高等学校）を経て、東京美術学校（現在の東京芸術大学美術学部）西洋画科卒業。
1913年、英国へ渡り、ロイヤル・アカデミーで彫塑を学んで1916年に帰国、東京・本郷菊坂町に落ち着き、のちに田端文士村に転居。1918年（大正7年）、第12回文展で「敗残」が特撰。1926年、日名子実三とともに彫刻と建築の綜合をめざして構造社を結成。1943年（昭和18年）、現在の小平市学園東町に転居。
1935年（昭和10年）、帝国美術院の改革に伴い会員に撰出、1937年（昭和12年）、帝国美術院の後継団体である帝国芸術院会員。1949年（昭和24年）、日展運営会理事、1952年（昭和27年）、国立近代美術館評議員、1958年（昭和33年）、日展常務理事、1969年（昭和44年）、日展顧問。1965年（昭和40年）、勲三等瑞宝章受章。
1974年（昭和49年）2月2日、老衰のため東京都世田谷区の久我山病院にて死去。84歳。墓所は青山霊苑(1ロ6-15)。